# Mortier Type 99 81 mm
Le mortier Type 99 81 mm ("Kyukyu Shiki Shohakuyekiho" en japonais, signifiant "Petit mortier de tranchée modèle 99") était un mortier utilisé par l'Armée impériale japonaise durant la Seconde Guerre mondiale. Cette pièce d'artillerie était une copie du mortier français Stokes-Brandt Mle 27/31, à l'instar du mortier américain M1 de 81 mm. Le mortier Type 99 de 81 mm diffère du mortier d'infanterie Type 97 81 mm par un tube plus court (55,24 cm au lieu de 115,16 cm) et un système de mise à feu différent. La désignation Type 99 indique que cette pièce d'artillerie a été acceptée par l'Armée en l'an 2599 du calendrier japonais, soit 1939 de notre calendrier grégorien.

## Conception
Le mortier Type 99 était une pièce d'artillerie à canon lisse, à tir courbe, se rechargeant par la bouche. Il était basé sur le mortier français Stokes-Brandt Mle 27/31 dont il reprenait la conception et le calibre. De nombreuses nations (Italie, États-Unis, Japon, URSS etc.) ont aussi reprit ce concept durant cette période. Ce mortier était constitué de 3 parties démontables : le canon, le bipied et le socle.

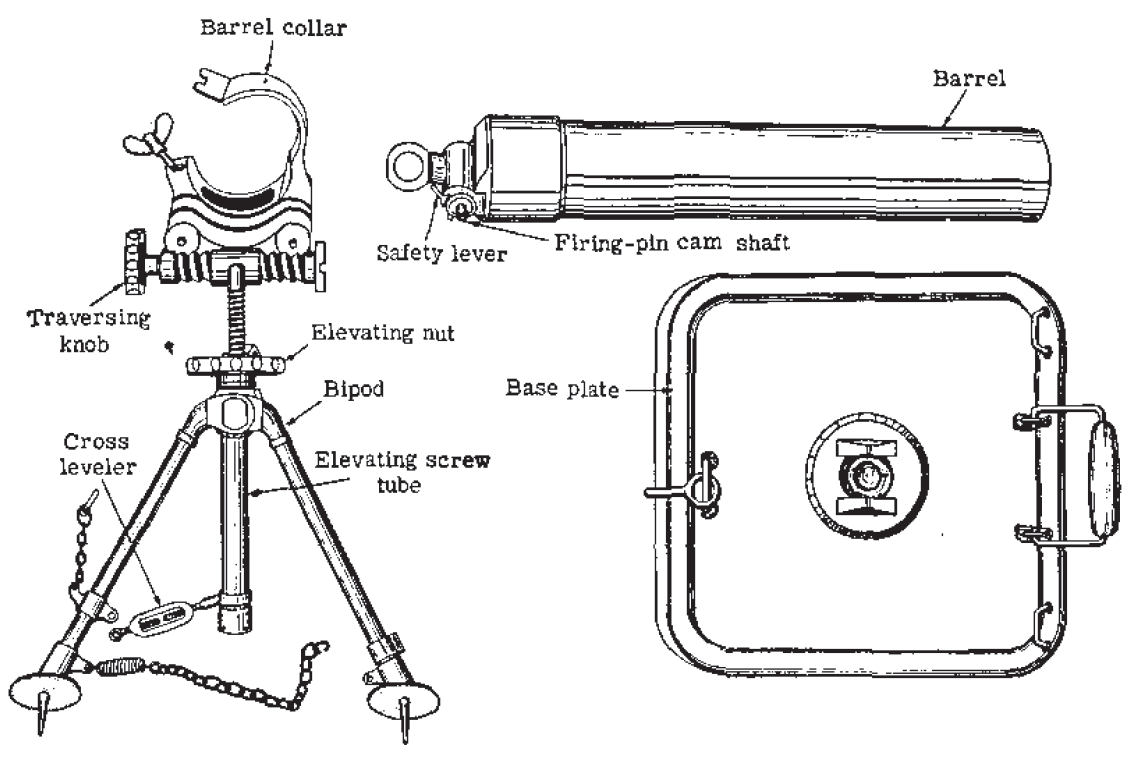
Mortier Type 99 de 81 mm : Détail des composants.

### Bipied
Les jambes du bipied (formant un dièdre) étaient constituées de 2 tubes en acier se terminant, sur la partie inférieure par une petite plaque en acier munie d'une pointe, et étant relié sur leur partie supérieure  au système d'élévation de l'arme (vis actionnée par un écrou) .  L'écartement horizontal  des jambes était limité par une chaine équipée d'un ressort, devant compenser le recul de la mise à feu. Un autre système d'amorti, constitué de cylindres remplis d'huile ou de graisse,  était incorporé dans ce bipied assurant une absorption du recul de 5 cm. Le bipied pesait 7,48 kg et était relié au tube par un collier de serrage.

### Socle
Le socle était une plaque carrée d'acier pressée de 8,3 kg. Sur sa face inférieure, des nervures et entretoises soudées permettaient à la plaque de se ficher au sol lors des tirs. Au centre de la face supérieure, un logement circulaire permettait de recevoir la rotule fixée au bout du canon lorsque le mortier était en position de tir, le verrouillage s'effectuant par une rotation du tube de 90° à droite ou à gauche. Une poignée de transport était fixée sur un bord de la plaque ainsi que deux crochets pour passer une sangle.
Des tests de stabilité effectués par l'US Army sur des Types 99 capturés démontrèrent que même après 14  tirs rapides, il n'y avait aucun signe de déformation ou de fissure au niveau de la plaque ou du bipied. La plaque s'était enfoncée  de 5 cm  dans le sol après 7 tirs en alternant l'élévation de 45° à 75°. La stabilité était donc très satisfaisante  en utilisant des charges propulsives I à V mais l'utilisation de charges V à VI a provoqué des bonds intempestifs du mortier et l'enfoncement de la plaque dans le sol.

### Tube
Le tube du Type 99 mesurait 55,24 cm  de long pour  7,94 kg.L'âme était lisse et soigneusement usinée. En effet, la tolérance entre la paroi et le bourrelet de l'obus était très réduite (1 mm), ce qui empêchait la munition de heurter avec trop de force le fond du tube et évitait une mise à feu non prévue de l'amorce. La partie supérieure du canon était équipée d'une mire basique. La partie inférieure était filetée pour recevoir un capuchon assurant l'étanchéité des gaz de propulsion. Ce capuchon était terminé par une rotule sphérique  pour la liaison avec la plaque de base et était percé pour recevoir le percuteur

### Visée
Une mire rudimentaire, sous la forme d'un trait blanc, était peinte sur le haut du tube. l'artilleur, assis sur le socle, faisait son pointage en azimut en positionnant la mire vers son objectif, le réglage en élévation était fait au jugée. Cependant, un système d'attache en queue d'aronde était fixé au niveau des vis d'élévation et d'azimut, permettant l'utilisation d'un viseur plus perfectionné. Celui-ci était constitué d'un collimateur télescope, de deux niveaux à bulles et d'une échelle d'élévation graduée de 45° à 90° par intervalle de 0,5°. la simplicité de construction et le système d'attache indique que ce viseur était utilisable sur d'autres mortiers.

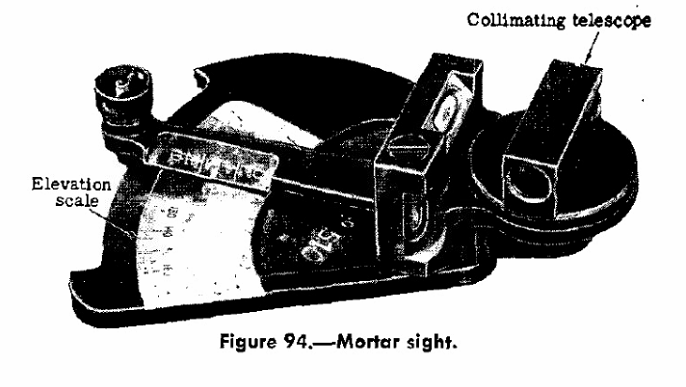
Viseur du Type 99

### Système de mise à feu
Ce mortier avait un système de mise à feu unique en son genre. La plupart des mortiers d'un calibre inférieur à 200 mm utilisaient un percuteur fixe. C'est-à-dire que lorsque l'obus était inséré dans le canon, celui-ci venait frapper le percuteur situé au fond du tube, ce qui enflammait la charge propulsive de l'obus. Les mortiers d'un calibre supérieur utilisaient quant à eux un chargement par la culasse (en raison du poids des obus) et une mise à feu manuelle soit par la traction d'un cordon qui active mécaniquement le percuteur, soit électriquement par un interrupteur.
Le système de mise à feu du Type 99 est à mi chemin entre les deux. Le chargement de l'obus se faisait par la bouche du canon. Mais la mise à feu  pouvait être manuelle ou automatique.  Le percuteur  était relié à une tige qui sortait du culot du tube.  Lorsque le levier de sécurité était en position "Sécurité" : le percuteur était maintenu rétracté au fond du tube par un système de ressort et la mise à feu était effectuée par la frappe  de la tige  par un maillet (ou tout objet contondant) , ce qui actionnait le percuteur. Le percuteur venait alors frapper l'amorce de la charge propulsive de l'obus et revenait en position basse pour le prochain tir .  Lorsque le levier était  en position "tir" le percuteur était bloqué en position haute. Le tir était effectif dès l'insertion de l'obus ans le tube, comme un mortier standard.
Le tir de ce mortier était exceptionnellement bruyant et provoquait un flash prononcé.

## Munitions
2 types de munitions étaient utilisés par l'Armée Impériale : des obus à gaz (fumigène ou chimique) et des obus explosifs (brisant ou fusants) (Type 97 ou Type 100). Le poids des obus était de 3,3 kg ou de 6,5 kg .
Un obus explosif Type 97 complet de 3,3 kg pour 29,5 cm de long était constitué : 
- d'une fusée percutante ou fusante. Le délai (de 0.1 seconde) était obtenu par l'insertion d'un capuchon en laiton.
- du corps de l'obus contenant la charge offensive de 1 kg de TNT,
- de l'empennage pour la stabilité en vol, constitué de 6 ailettes fixées autour d'un tube en métal percé de trou (contenant l'amorce),
- d'une charge propulsive de type propergol solide (Nitrocellulose et graphite : 58 % / Nitroglycérine : 7,1 % / Dinitrotoluène : 25,7 % / Diphénylamine : 0,5 % / Nitrate de potassium : 8,7 %)[4]. Cette charge était contenue dans 6 petites paquets ronds et plats de soie laquée. Chaque paquet était coincé entre 2 ailettes. L'artilleur pouvait retirer des paquets en fonction des besoins de portée du moment[5].
- et d'une amorce en cuivre ressemblant à une cartouche de chasse de calibre 12 insérée dans le tube de l'empennage permettant d'enflammée les charges propulsives.

Le corps de l'obus était peint en noir, une bande jaune était visible à la jonction du corps et de l'empennage  et une bande rouge à celle du corps et de la fusée.

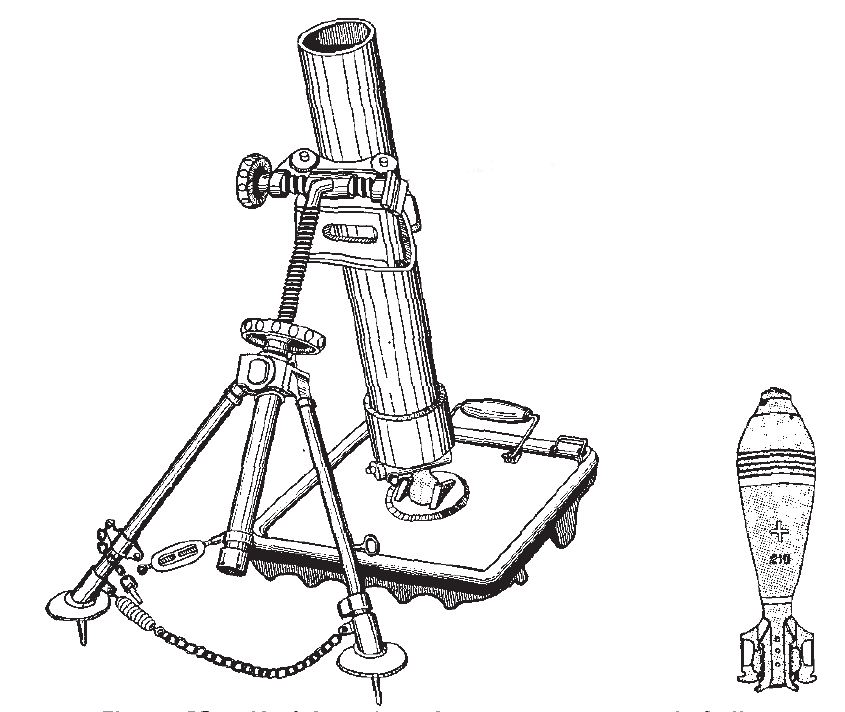
Mortier Type 99 en position de tir avec obus

### Transport
Les fusées étaient  transportées séparément dans un canister en fer blanc pourvu d'un couvercle à vis. Chaque fusée était maintenue dans le canister par deux blocs de bois se positionnant sur la pointe et la base. Le bloc supérieur était percé d'un trou où le capuchon en laiton retardateur venait se loger.
Au début de la guerre, les obus étaient transportés dans des caisses en bois à compartiment. Une protection rudimentaire contre l'humidité était assurée par un joint  goudronné. Occasionnellement, les obus étaient emballés dans du papier enduit de cire pour une protection supplémentaire. En raison de cet emballage médiocre, 50 à 90 %  des grenades à mains et obus de mortiers étaient inutilisables.Par la suite, l'adoption de boite de transport en métal et l'emballage des munitions dans du papier bitumé permit de diminuer grandement la détérioration des obus sous les climats tropicaux.

### Tableau balistique
Les munitions de 81 mm américaines du mortier M1 étaient compatibles avec le Type 99. Les tests effectués par l'US Army avec des Type 99 capturés ont obtenu les résultats suivants :
| Portée avec des munitions japonaises | Portée avec des munitions M43A américaines | Elévation (degrés) | Charge propulsive (n°) |
| ------------------------------------ | ------------------------------------------ | ------------------ | ---------------------- |
| 2 011,68 m                           | 2 313,43 m                                 | 45.0               | VI                     |
| 1 865,38 m                           | 2 139,70 m                                 | 56.2               | VI                     |
| 1 554,48 m                           | 1 737,36 m                                 | 45.0               | IV                     |
| 1 444,75 m                           | 1 568,20 m                                 | 56.2               | IV                     |
| 914,40 m                             | 1 165,86 m                                 | 45.0               | II                     |
| 822,96 m                             | 1 005,84 m                                 | 56.2               | II                     |
| 411,48 m                             | 470,92 m                                   | 45.0               | 0                      |

### Sources
- (en) War Department Special Series No 19, Japanese Mortars and Grenade Dischargers, US Army, 1945
- (en) War Department Special Series No30, Japanese Infantry Weapons, US Army, décembre 1943
- (en) War Department n°1820, Description of Twelve Inch Mortars and instructions for their care, US Army, 1917
- (en) US Department of War, TM 30-480, Handbook on Japanese Military Forces, Louisiana State University Press, 1994 (ISBN 0-8071-2013-8)
- (en) US Department of War, TM 9-1985-5, Japanese Explosive Ordnance (Army Ammunition, Navy Ammunition), mars 1953